# Médée (Charpentier)
Pour les articles homonymes, voir Médée (homonymie).
Médée H.491 est une tragédie lyrique française en cinq actes et un prologue, composée en 1693 par Marc-Antoine Charpentier pour l'Académie royale de musique, sur un livret de Thomas Corneille, dont l'histoire est reprise de la mythologie grecque. Elle a été créée le 4 décembre 1693 à Paris, sous la direction de Pascal Collasse.

## Historique
Les décors et les costumes de la première à Paris le 4 décembre 1693 sont imaginés par Jean Berain, dessinateur du roi, en charge de nombreux projets autour du théâtre chanté de cette période.
L'opéra reçut un accueil mitigé de la part du public parisien, ce qui fera de Médée l'unique ouvrage du genre composée par Charpentier. Son insuccès sera en partie attribué à la part belle que fait la musique à l'influence italienne en lieu et place de la musique française, attendue par le public.
On ne dénombre qu'une dizaine de représentations lors de la création, entre décembre 1693 et mars 1694 et une seule reprise en 1700 à Lille. Il faudra attendre 1984 pour qu'une production soit donnée à l'Opéra National de Lyon, dirigée par Michel Corboz et mis en scène par Robert Wilson.

## Résumé
En asile chez le roi de Corinthe, Créon, Médée, magicienne, se voit trahie par son époux, Jason, qui la trompe avec Créuse, la fille de Créon, malgré son amour inconditionnel et les nombreux sacrifices qu'elle a fait pour lui.
Elle va manigancer sa revanche en semant la mort autour d'elle. Avec un sortilège, elle rend fou le roi, qui finira par se suicider. Elle tue l'amante en l'empoisonnant par la robe qu'elle lui a offerte, puis ses enfants, ceux de Jason, laissant ce dernier en vie pour prolonger sa souffrance.

## Rôles

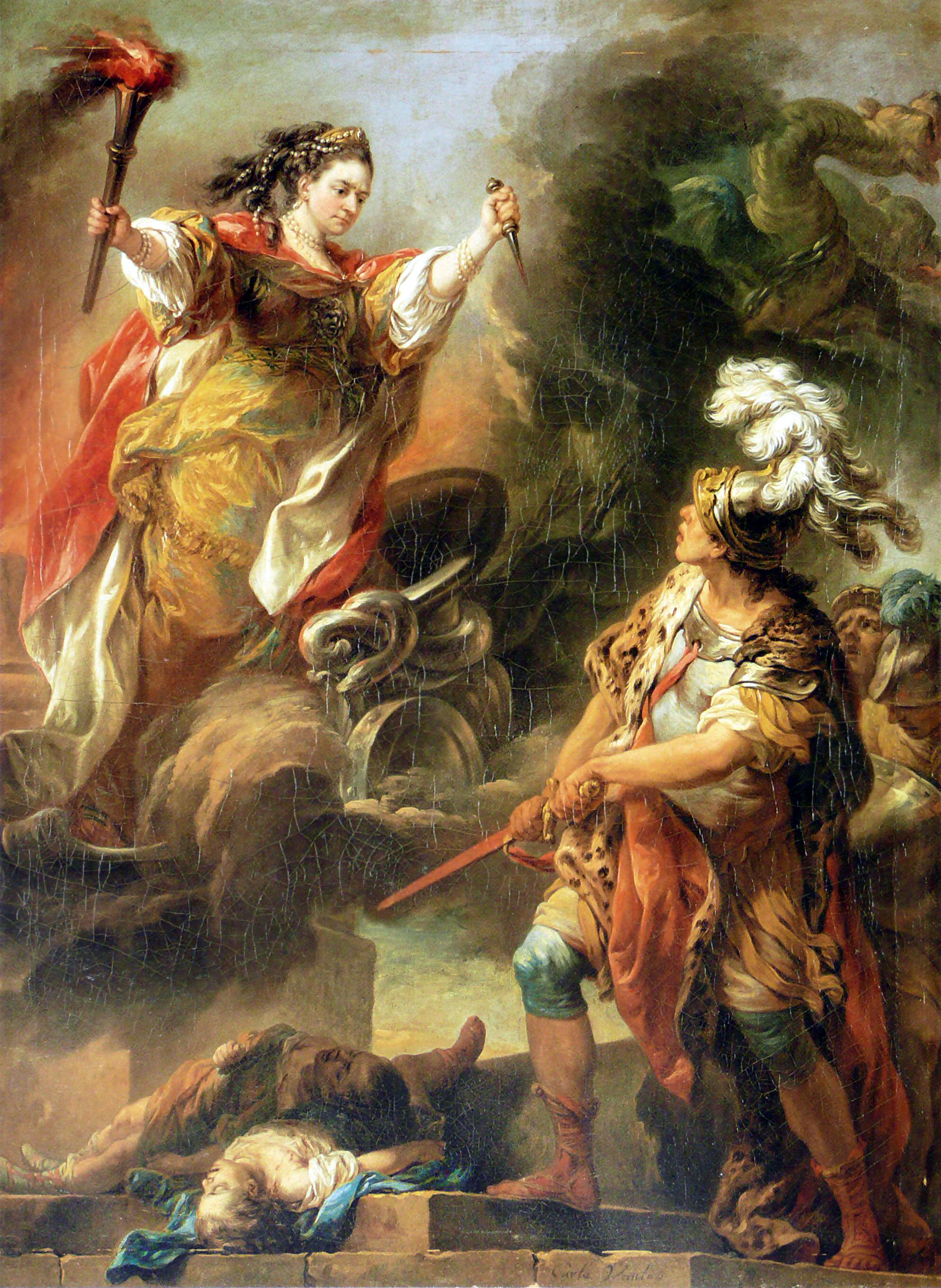
Charles André van Loo - Mlle Clairon en Médée

| Rôle                              | Tessiture    | Distribution de la création |
| --------------------------------- | ------------ | --------------------------- |
| Médée, princesse de Colchos       | soprano      | Marthe Le Rochois           |
| Nérine, confidente de Médée       | soprano      |                             |
| Jason, prince de Thessalie        | haute-contre | Louis Gaulard Dumesny       |
| Arcas, confident de Jason         | ténor        |                             |
| Créon, roi de Corinthe            | basse        | Jean Dun                    |
| Oronte, prince d'Argos            | baryton      |                             |
| Créuse, fille de Créon            | soprano      | Fanchon Moreau              |
| Cléone, confidente de Créuse      | soprano      |                             |
| Troupe de Corinthiens             |              |                             |
| Troupe d'Argiens                  |              |                             |
| Un petit Argien, déguisé en amour |              |                             |
| Troupe de captifs de l'Amour      |              |                             |
| Troupe de démons                  |              |                             |

## Représentations
- 1693 - Paris Académie Royale de Musique., première représentation (4 décembre), direction Pascal Colasse, décors et costumes de Jean Bérain, Marthe Le Rochois (Médée), Louis Gaulard Dumesny (Jason), Fanchon Moreau (Créuse), Jean Dun (Créon)
- 1700 - Lille reprise (17 novembre)
- 1976 - Paris, Concert radiophonique (8 juillet), direction Jean Claude Malgoire, Isabel Garcisanz (Médée), Anne-Marie Rodde, Sonia Nigoghossian, N.Fallien (Jason).
- 1984 - Opéra de Lyon (22,26,29 octobre), Festival d’Automne Paris (2,5,8 novembre), direction Michel Corboz, mise en scène Bob Wilson, Esther Hinds Médée, Henri Ledroit Jason.
- 1989- Théâtre du Châtelet (15 novembre), version de concert, direction William Christie, Brigitte Bellamy, Médée, Howard Crook (Jason).
- 1991 - Palais des Congrès de Dinard (23 et 24 août), Académie d’opéra baroque, direction Frédérique Chauvet, mise en scène Christophe Galland, Claire Brua Médée, Martial Defontaine, Jason.
- 1993 - Opéra du Rhin (25,26,27,28,29 mai - Théâtre de Caen (12,14,15,16 mai) - Opéra Comique, direction William Christie, mise en scène Jean Marie Villegier, Lorraine Hunt Médée, Mark Padmore Jason.
- 1994 - Lisbonne - Centro Cultural de Belem (1er mai), New York - Brooklyn Academy of Music (19,21,22 mai), direction William Christie, mise en scène Jean Marie Villégier, Lorraine Hunt, Médée, Mark Padmore, Jason.
- 2002 - Toronto Atelier (1,2,6,7,9,10 novembre), direction Hervé Niquet, mise en scène Marshall Pynkoski, Stéphanie Novacek (Médée), Cyril Auvity (Jason).
- 2004 - Opéra Royal du Château de Versailles, direction Hervé Niquet, Stéphanie d’Oustrac Médée, François Nicolas Geslot Jason.
- 2005 - Paris - Salle Gaveau (19 mai), direction Hervé Niquet, version de concert, Kristina Szabo (Médée), François-Nicolas Geslot (Jason).
- 2011 - Opéra de Frankfurt (13 juin), direction Andrea Marcon, mise en scène David Hermann, Anne Sophie Von Otter Médée, Julian Prégardien Jason.
- 2012 - Théatre des Champs Élysées, direction Emmanuelle Haïm, mise en scène Pierre Audi, Michèle Losier Médée, Andres J Dahlin Jason.
- 2013 - Opéra de Lille, direction Emmanuelle Haïm, mise en scène Pierre Audi
- 2013 - London Coliseum, direction Christian Curnyn, mise en scène David McVicar, Sarah Connolly, Médée, Jeffrey Francis Jason.
- 2014 - Radebeul - Landesbühnen Sachsen, direction Jan Michael, mise en scène  Jan Michael Horstmann, Silke Richter Médée, Peter Diebschlag Jason.
- 2015 - Théatre de Bâle, direction Andrea Marcon, mise en scène, Nicolas Brieger, Magdalena Kozēná, Médée, Wanders J  Dahlin Jason.
- 2017- Opern-Haus Zürich, direction William Christie, mise en scène Andreas Homoki, Stéphanie d’Oustrac, Médée, Reinoud Van Mechelen Jason
- Une production à l'Opéra Royal du Château de Versailles eut lieu en mai 2017, donnant lieu à trois représentations de la tragédie lyrique, dirigée par David Fallis et mis en scène par Marshall Pynkoski, Peggy Kriha Dye Médée, Colin Ainsworth Jason
- 2019 - Grand Théâtre de Genève, direction Leonardo Garcia Alarcón, mise en scène David McVicar, Anna Caterina Antonacci, Médée, Cyril Auvity Jason.
- 2023 - Théatre des Champs Élysées, direction Hervé Niquet, Veronique Gens Médée, Cyrille Dubois Jason
- 2024 -  Opéra de Paris, Garnier, direction William Christie, mise en scène de David McVicar, avec Lea Desande, Reinoud Van Mechelen, Laurent Naouri.

## Enregistrements
- Irma Kolassi, Médée, Nadine Sautereau, Créuse, Paul Derenne, Jason, Doda Conrad, Créon, Flora Wend, Cléone, Ensemble vocal et instrumental, dir. Nadia Boulanger. Enregistrement de 1953, report CD IDIS 6493 2006. (extraits)
- Jill Feldman, Médée, Gilles Ragon, Jason, Agnès Mellon, Créuse, Jacques Bona, Créon, Sophie Boulin, Nérine, Philippe Cantor, Oronte, Chœur et Orchestre Les Arts Florissants, dir. William Christie - 3 LP 1139.41 / CD Harmonia Mundi HMC 901139.41. (1984). (durée 3 heures) report 2019. Premier enregistrement mondial réalisé grâce à une souscription et avec l'aide de la société Marc-Antoine Charpentier. À cette occasion, la société Harmonia Mundi édite 100 exemplaires LP hors commerce numérotés de 1 à 100 signés par William Christie. Roger Tellart écrit dans le journal Le Monde : "Un des très grands moments de l'opéra français". Les récompenses suivent : Grand Prix du Disque Académie Charles Cros, La Référence Compact magazine, Sélection Télérama ffff, Diapason d'or, Le Timbre d'Argent de la revue Opéra, Diamant de Harmonie panorama musique; à l'international, Gramophone award 1985, International Record Critics Award Montreux 1985, Prix Opus 1985 USA. Choc de Classica 2019.
- Lorraine Hunt, Médée, Mark Padmore, Jason, Monique Zanetti, Créuse, Bernard Deletré, Créon, Noémie Rime, Nérine, Jean-Marc Salzmann, Oronte, Les Arts Florissants, dir. William Christie - 3 CD Erato 4509-96558-2. (1995) (durée 3 h 15). 10 de Répertoire, Choc du Monde de la Musique, Diapason d'or, Diamant Opéra magazine.
- Stéphanie d'Oustrac, Médée, François-Nicolas Geslot, Jason, Gaëlle Méchaly, Créuse, Bertrand Chuberre, Oronte, Renaud Delaigue, Créon, Hanna Bayodi, Caroline Mutel, Andres J. Dahlin, Emiliano Gonzalez Toro, Les Chantres du Centre de Musique Baroque de Versailles, Le Concert spirituel à l'Opéra royal du château de Versailles (le 3 octobre 2004), dir. Hervé Niquet, mise en espace et réalisation Olivier Simonet - 2 DVD Armide classics 2004. (durée 150 minutes environ). La tragédie lyrique a été représentée sans le prologue.
- Véronique Gens, Médée, Le Concert spirituel - Hervé Niquet (conductor), Cyrille Dubois, Jason, Thomas Doliè, Crèon, Judith Wanroij, Crèuse, David Witczak, Oronte. 3 CD Alpha, recorded in 2023. Diapason d’or

## Éditions du livret
- 1693 : Paris, Académie royale et Christophe Ballard, 79 p. [lire en ligne]
- 1695 : Amsterdam, Antoine Schelte, 69 p. [lire en ligne]
- 1984 : commentaire Jean Duron, Paris, L'Avant-scène opéra, no 68, 163 p.
- 1993 : Caen, Théâtre de Caen, et Arles, Actes Sud, 168 p.  (ISBN 2-7427-0069-2) : fac-similé du livret de 1693
- 1994 : Paris, Opéra-Comique, 91 p.